# Beziehungen zwischen Taiwan und den Vereinigten Staaten
Die Beziehungen zwischen Taiwan und den Vereinigten Staaten beschreiben die zwischenstaatlichen Kontakte zwischen der Republik China (Taiwan) und den Vereinigten Staaten. Die Vereinigten Staaten erkennen Taiwan diplomatisch nicht an und bekennen sich seit 1979 zur Ein-China-Politik. Dennoch gibt es zwischen beiden besonders im wirtschaftlichen Bereich und bei der Sicherheitspolitik enge Kontakte. Das Außenministerium der Vereinigten Staaten bezeichnet Taiwan als einen der „Schlüsselpartner im Indopazifik“, mit dem starke „inoffizielle Beziehungen“ bestehen. Die Vereinigten Staaten liefern Waffen an Taiwan und fungieren als dessen Schutzmacht. Da die Volksrepublik China Anspruch auf Taiwan als eine abtrünnige Provinz Chinas erhebt, hat der Status der taiwanesisch-amerikanischen Beziehungen auch einen großen Einfluss auf die sino-amerikanische Beziehung und beeinträchtigt diese zunehmend negativ. Hinsichtlich der Frage, was die USA tun würden, wenn China versuchen würde, den Status quo im Taiwan-Konflikt durch einen Angriff auf Taiwan gewaltsam zu ändern, zeigten diese lange eine strategische Ambiguität (strategic ambiguity), bei der sie offen ließen, ob sie Taiwan militärisch verteidigen würden. Die Position der USA wurde allerdings im Rahmen der zunehmenden Spannungen und des Systemwettbewerbs mit der Volksrepublik China klarer. Der US-Präsident Joe Biden versprach ab 2021 mehrfach öffentlich, dass die USA Taiwan im Falle eines Angriffs der Volksrepublik China verteidigen würden.

## Geschichte

### Frühgeschichte

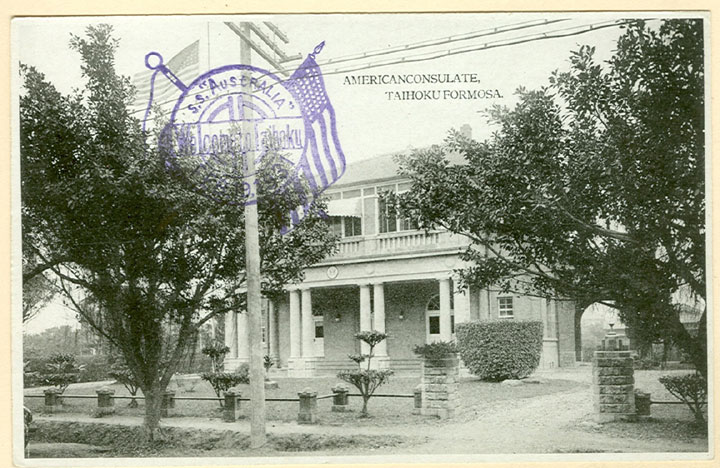
US-Konsulat im japanischen Formosa (1931)

Offizielle Beziehungen zwischen den Vereinigten Staaten und der Qing-Dynastie (welche Taiwan damals beherrschte) begannen am 16. Juni 1844 unter Präsident John Tyler und führten 1845 zum Vertrag von Wanghia, einen der ungleichen Verträge. Zwei amerikanische Diplomaten schlugen in den 1850er Jahren in Washington D.C. vor, dass die USA die Insel Taiwan von China erwerben sollten, doch diese Idee wurde abgelehnt. 1867 kam es zum Rovers-Zwischenfall. Taiwanesische Ureinwohner überfielen schiffbrüchige amerikanische Seeleute und töteten die gesamte Besatzung. In der Folge kam es auf der Insel zu Auseinandersetzungen mit einer Vergeltungsexpedition des amerikanischen Militärs nach Formosa, bei dem ein weiterer Amerikaner getötet wurde. 1894 wurde auf Hawaii die Organisation Xingzhonghui von Sun Yat-sen gegründet, welcher später zum ersten Präsidenten der Republik China werden sollte. Nachdem Taiwan ab 1895 unter japanische Herrschaft geraten war, erkannte die Administration von William H. Taft nach dem Sturz der Qing-Dynastie in der Xinhai-Revolution im Jahr 1911 die Regierung der Republik China als einzige und rechtmäßige Regierung Chinas an, obwohl in verschiedenen Teilen des Landes eine Reihe von Warlords herrschten und Gebiete wie Taiwan unter ausländischen Einfluss geraten waren. In der japanischen Ära unterhielten die Vereinigten Staaten ab 1913 auch ein Konsulat in Taihoku (heute Taipeh). Das Konsulat wurde 1941 aufgrund der Kriegserklärung der Vereinigten Staaten an Japan geschlossen. Während des Pazifikkriegs waren die Vereinigten Staaten und die Republik China gegen Japan verbündet. Im Oktober 1945, einen Monat nach der Kapitulation Japans, wurden Vertreter von Chiang Kai-shek im Namen der Alliierten nach Formosa geschickt, um die Kapitulation der japanischen Truppen entgegenzunehmen. Während des chinesischen Bürgerkriegs unterstützen die USA die Nationalisten unter Chiang Kai-shek gegen die Kommunistische Partei Chinas. 1949 verloren die Nationalisten jedoch trotz der westlichen Unterstützung den Bürgerkrieg und Mao Zedong rief die Volksrepublik China aus. Chiang Kai-shek und seine Anhänger zogen sich infolgedessen auf die Insel Taiwan zurück. Hier erhob die Republik China weiterhin Anspruch auf Festlandchina, während die Volksrepublik China im Gegenzug Taiwan als Teil seines Staatsgebiets ansah. Die USA erkannten nach dem Ende des Bürgerkriegs nur die Republik China auf Taiwan als legitimen Vertreter von Gesamtchina an und verweigerten die diplomatische Anerkennung der Volksrepublik China.

### 1949 bis 1989

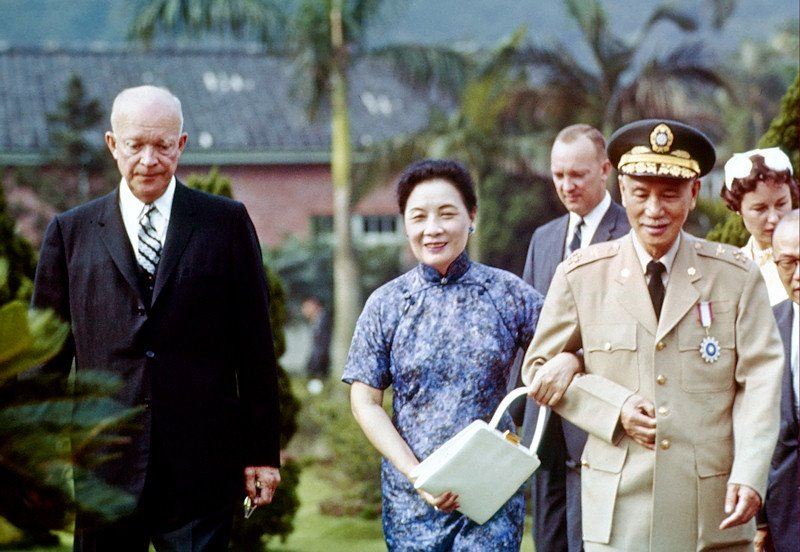
Dwight D. Eisenhower, Song Meiling und Chiang Kai-shek (1960)

Die Niederlage der Nationalisten des Kuomintang und ihre Korruption hatten die USA verärgert. Mit dem Beginn des Koreakriegs 1950 und der Verschlechterung der Beziehungen zur Sowjetunion gewann Taiwan für die USA allerdings wieder an strategischer Bedeutung. Die Truman-Regierung nahm die wirtschaftliche und militärische Hilfe für die Republik China auf Taiwan wieder auf und sicherte die Straße von Taiwan durch die Siebte Flotte der Vereinigten Staaten, um eine kommunistische Invasion der Insel zu verhindern. 1954 unterzeichneten beide Regierungen nach einem Angriff der Volksrepublik China auf die Kinmen-Inseln ein Verteidigungsabkommen. Auf Taiwan wurden amerikanische Truppen zur Sicherung des Territoriums entsendet und die USA wurden zur Schutzmacht des unter Chiang Kai-shek diktatorisch regierten Regimes der Republik China. Die militärische Präsenz der USA in Taiwan bestand aus der Military Assistance Advisory Group (MAAG) und dem United States Taiwan Defense Command (USTDC). Zu den weiteren nennenswerten Einheiten gehörte die 327th Air Division. Während des Vietnamkriegs unterstützen taiwanesische Einheiten im Geheimen die US-Streitkräfte. Während des Kalten Krieges hatten die Vereinigten Staaten im Rahmen des United States Taiwan Defense Command auch Atomwaffen auf Taiwan stationiert. Im Jahr 1972 ordnete US-Präsident Richard Nixon den Abzug der Atomwaffen aus Taiwan an, was bis 1974 umgesetzt wurde. In den 1970er Jahren begannen sich mit der Ping-Pong-Diplomatie die politischen Beziehungen der USA zur Volksrepublik China zu verbessern. Auf dem Höhepunkt der chinesisch-sowjetischen Spaltung und zu Beginn der Reform und Öffnung der Volksrepublik China wechselten die Vereinigten Staaten am 1. Januar 1979 die diplomatische Anerkennung von der Republik China zur Volksrepublik China. Die USA erkannten damit die Volksrepublik als einzige legitime chinesische Regierung an (Ein-China-Politik). Die US-Botschaft in Taipeh wurde infolgedessen nach Peking „verlegt“ und die taiwanesische Botschaft in den USA geschlossen.
Nach dem Abbruch der offiziellen diplomatischen Beziehungen zu Taiwan unterzeichnete US-Präsident Jimmy Carter am 10. April 1979 den Taiwan Relations Act,⁣⁣ mit dem eine Rechtsgrundlage für die Pflege inoffizieller Beziehungen zu Taiwan geschaffen wurde. Darin sichern die USA zu, alle vor 1979 eingegangenen internationalen Verpflichtungen gegenüber Taiwan einzuhalten, mit Ausnahme des gegenseitigen Verteidigungsabkommens, das 1980 auslief. Der zukünftige politische Status von Taiwan wird nicht spezifiziert, jedoch wird jede gewaltsame Änderung des Status quo ausdrücklich verurteilt. Am 14. Juli 1982 sicherte die republikanische Reagan-Regierung Taiwan in einer Beistandserklärung ausdrücklich zu, dass die Vereinigten Staaten den Anspruch Chinas auf Souveränität über die Insel nicht akzeptieren (Sechs Zusicherungen). In den 1980ern half Taiwan der Reagan-Regierung bei der Umgehung des Boland Amendment, indem es den Contras in Nicaragua verdeckte Unterstützung leistete. 1987 kam ein taiwanesisches Geheimprogramm zur Entwicklung eigener Atomwaffen ans Licht, nachdem ein hochrangiger taiwanischer Militär Informationen an die CIA weitergegeben hatte. Die CIA überwachte daraufhin die Verhandlungen mit den Taiwanesen, die sie dazu brachten, ihre nuklearen Ambitionen im Gegenzug für Sicherheitsgarantien aufzugeben.

### Nach 1990

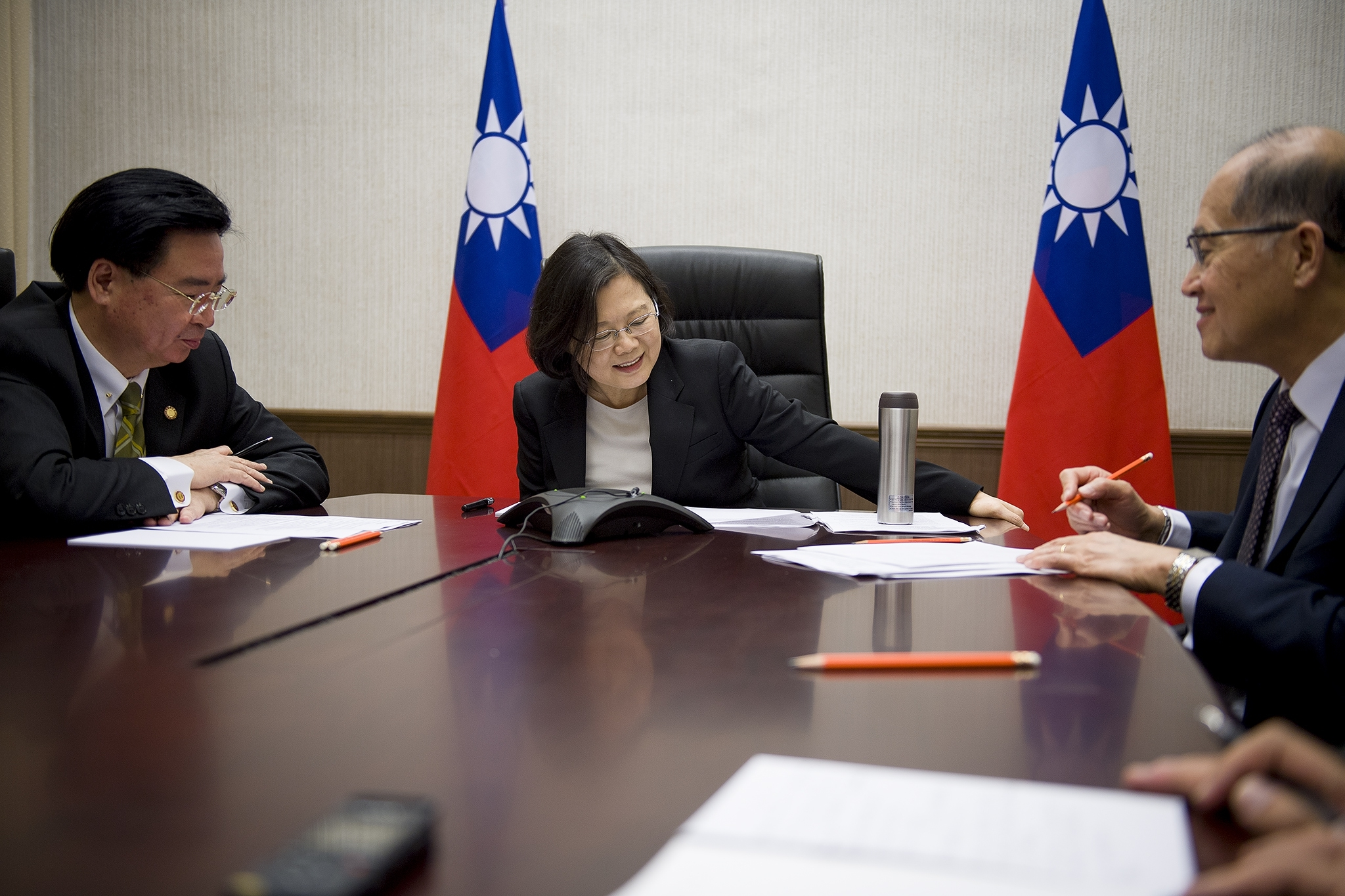
Tsai Ing-Wen gratuliert Donald Trump zum Wahlsieg (2016)

In den 1990er Jahren erfolgte die Demokratisierung des politischen Systems der Republik China, was die Beziehungen zu den USA auf eine neue Basis stellten. 1995 begann die Dritte Taiwanstraßenkrise, nachdem der taiwanesische Präsident Lee Teng-hui die Cornell University in den USA besucht hatte. Die Volksrepublik China kündigte daraufhin Manöver und Raketentests in der Taiwanstraße an und die USA unter Präsident Bill Clinton entsendeten Flugzeugträger. Im April 2001 überraschte der US-Präsident George W. Bush mit einer überraschend klaren Aussage, in der er verkündete, dass die USA Taiwan verteidigen und „alles Nötige“ im Falle einer chinesischen Attacke tun würden, auch wenn amerikanische Beamte später betonten, dass es keine Änderung in der amerikanischen Taiwan-Politik gegeben hätte. Die 2000er Jahre sahen eine deutliche Vertiefung der bilateralen Wirtschaftsbeziehungen zwischen den USA und Taiwan sowie anhaltende amerikanische Waffenlieferungen, welche in China für Verstimmungen sorgten. Im Juli 2002 wurde Justizminister Chen Ding-nan als erster taiwanesischer Regierungsvertreter seit 1979 ins Weiße Haus eingeladen und 2013 wurde der Taiwan Policy Act verabschiedet, welcher die Beziehungen auf eine neue Grundlage stellte. Am 2. Dezember 2016 nahm der designierte US-Präsident Donald Trump einen Glückwunschanruf der taiwanesischen Präsidentin Tsai Ing-Wen entgegen. Dies war das erste Mal seit 1979, dass ein designierter Präsident öffentlich mit einem Staatsoberhaupt Taiwans sprach. Am 16. März 2018 unterzeichnete Präsident Trump den Taiwan Travel Act, das hochrangige diplomatische Beziehungen zwischen taiwanesischen und amerikanischen Beamten ermöglicht und Besuche zwischen Regierungsvertretern der Vereinigten Staaten und Taiwans auf allen Ebenen förderte, wonach es zu verstärkter Kooperation auf Regierungsebene kam. Dies sorgte für Verärgerung in China, weil es als Bruch der bisherigen Ein-China-Politik angesehen wurde. Unter Trumps Nachfolger Joe Biden wurde der Taiwan Policy Act of 2022 verabschiedet, der die Sicherheitsbeziehungen weiter intensivierte und mehrere Milliarden an Militärhilfen für Taiwan bereitstellte und China scharfe Sanktionen bei einem Angriff androhte. Am 2. August 2022 führte Nancy Pelosi, die Sprecherin des US-Repräsentantenhauses, eine Kongressdelegation zu einem „Staatsbesuch“ nach Taiwan. In Reaktion darauf führte China neue Militärmanöver durch und drohte den USA. Zudem strich am 13. Februar 2025 das US-amerikanische Außenministerium auf ihrer Website den Nebensatz „wir unterstützen Unabhängigkeit Taiwans nicht“, was für zusätzliche Verstimmung bei der Volksrepublik China sorgte. Angesichts der groben Missachtung der Interessen der Ukraine durch Präsident Trump bei den Verhandlungen über ein Friedensabkommen oder einen Waffenstillstand im Russisch-Ukrainischen Krieg und dessen Geringschätzung der alten Militärallianzen mit Europa, wuchs in Taiwan auch die Sorge, dass man möglicherweise dereinst auch von den USA aus purem machtpolitischen und wirtschaftspolitischen Kalkül fallengelassen werden könnte.

## Sicherheits- und militärische Beziehungen

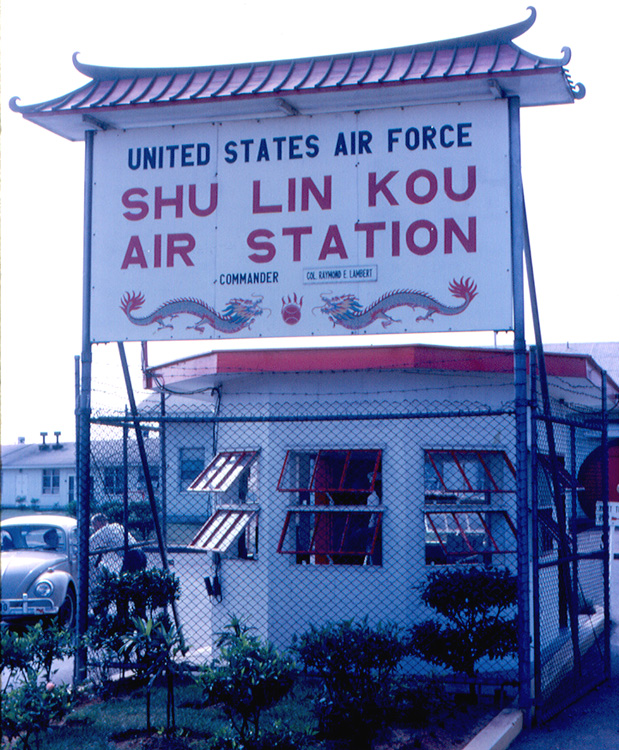
Standort der US Air Force in Taiwan (1967)

Die Vereinigten Staaten und Taiwan unterhielten von 1954 bis 1979 ein gegenseitiges Beistandsabkommen und auf Taiwan waren amerikanische Militärbasen, Soldaten und Atomwaffen stationiert. Seit der Aufnahme von Beziehungen mit der Volksrepublik China verfolgten die USA eine Politik der Ambiguität gegenüber Taiwan, wenn es um den Beistand in einem Konflikt mit der Volksrepublik China ging. Mit dem politischen und wirtschaftlichen Aufstieg Chinas haben sich die sino-amerikanischen Beziehungen in den 2010er Jahren deutlich eingetrübt und die USA haben inzwischen öffentlich verkündet Taiwan in einem bewaffneten Konflikt zu unterstützen. Für die USA hat die Insel einen hohen strategischen Wert und wurde bereits als unsinkbarer Flugzeugträger der USA im Pazifik bezeichnet. Würde sie unter chinesische Herrschaft fallen, würde dies den Chinesen den Zugang zum Pazifik ermöglichen und die amerikanische Position auf den Philippinen, in Okinawa und in Guam gefährden, wo US-Truppen stationiert sind. Auch die führende Rolle in der weltweiten Halbleiterindustrie verleiht Taiwan eine große militärstrategische Bedeutung.
Zwischen den USA und Taiwan besteht eine enge sicherheitspolitische Zusammenarbeit. Taiwan zählt de-Facto zu den wichtigen militärischen Partnern außerhalb der NATO der USA. Zwischen 2001 und 2023 hat Taiwan Rüstungsgüter im Wert von knapp 50 Milliarden US-Dollar aus den USA importiert.

## Wirtschaftsbeziehungen
2020 lag der bilaterale Handelsaustausch zwischen Taiwan und den USA bei über 90 Milliarden US-Dollar, wobei die USA ein Handelsbilanzdefizit in Höhe von knapp 30 Milliarden US-Dollar aufwiesen. Die USA importieren aus Taiwan vorwiegend Elektronik und Elektrotechnik und Taiwan ist kritisch für die Versorgung der USA mit Halbleitern. Für die USA zählte Taiwan zu den 10 wichtigsten Handelspartnern und für Taiwan waren die USA der zweitwichtigste Handelspartner nach der Volksrepublik China. Unternehmen aus Taiwan und den USA haben auch eine symbiotische Beziehung in der Volksrepublik China aufgebaut, wo z. B. Foxconn unter Nutzung billiger chinesischer Arbeitskraft für das US-Unternehmen Apple fertigt.
Taiwanesische Unternehmen haben in den USA über 130 Milliarden US-Dollar investiert. 2022 kündigte TSMC die Errichtung einer Halbleiterfabrik in Arizona für 40 Milliarden US-Dollar an.

## Diplomatische Standorte

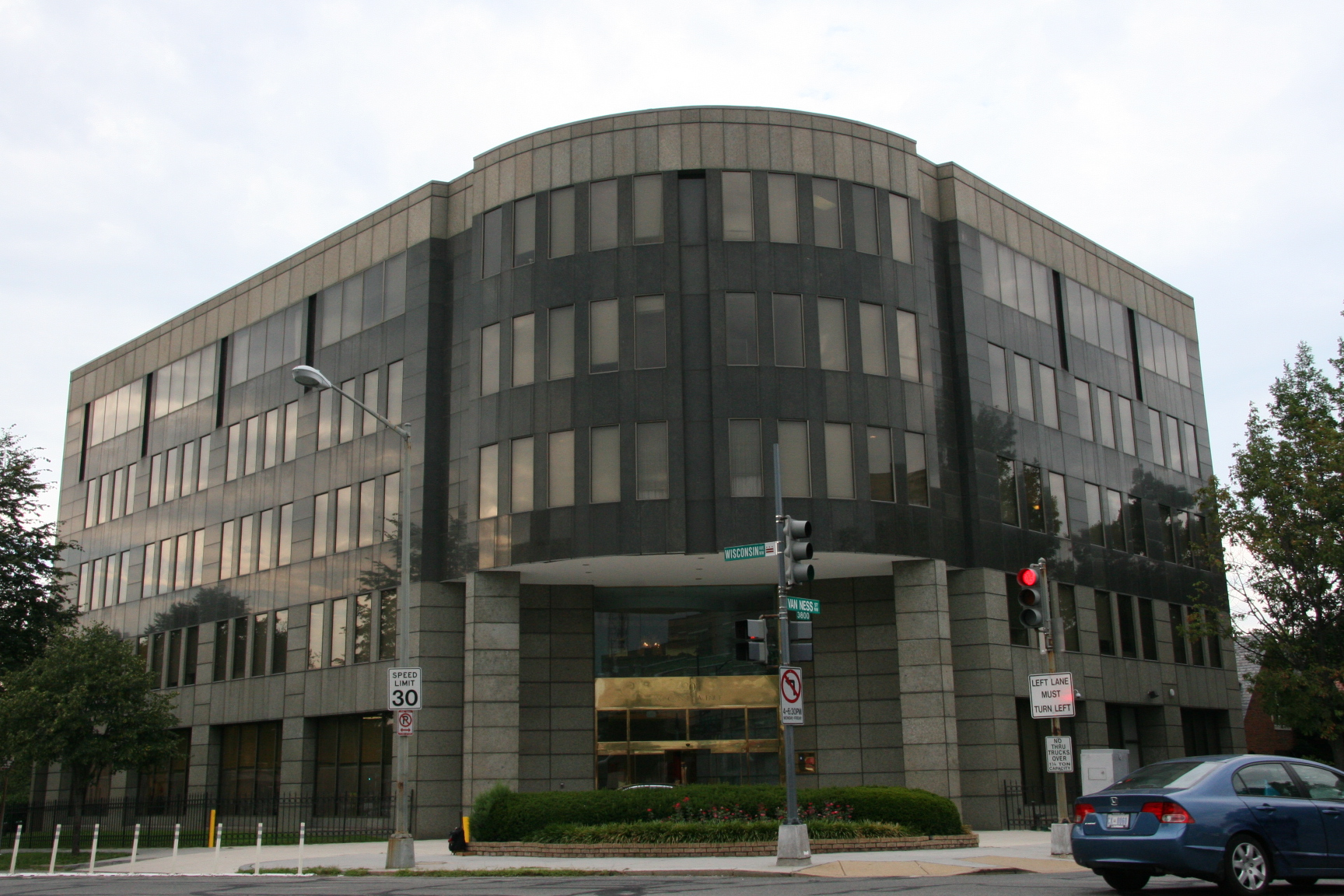
Taipei Economic and Cultural Representative Office In Washington

Die Vereinigten Staaten unterhalten in Taipeh eine De-facto-Botschaft, das American Institute in Taiwan, welches eine private Stiftung ist. Das American Institute in Taiwan Kaohsiung Branch Office in Kaohsiung bildet ein De-facto-Konsulat. Es ist befugt, Visa auszustellen, Passanträge entgegenzunehmen und US-Bürgern in Taiwan Hilfe zu leisten.
Taiwan unterhält mehrere diplomatische Vertretungen in den Vereinigten Staaten, darunter das Taipei Economic and Cultural Representative Office in den Vereinigten Staaten mit Sitz in Washington, D.C. Daneben unterhält Taiwan Repräsentativbüros in verschiedenen amerikanischen Städten.